# Thiognatha
Thiognatha is een geslacht van vlinders van de familie tastermotten (Gelechiidae).

## Soorten
- T. mameti Viette, 1953
- T. metachalca Meyrick, 1920